# Сайт-заглушка
Сайт-заглушка — одностраничный сайт, как правило содержащий только минимальную (основную) информацию о коммерческой или некоммерческой организации, частном лице, компании, товарах или услугах: название, контактные данные и форму обратной связи и, возможно, прайс-лист.
Дизайн таких страниц, как правило, имеет второстепенное значение, а основная цель — предоставление базовой информации. Часто сайт-заглушка используется в период разработки нового полноценного сайта. 
Хорошая страница-«заглушка» может быть двух вариантов: информационная страничка, которая просто расскажет, что здесь будет после запуска; или страница, которая предлагает посетителям подписаться на уведомления или оставить запрос на бета (или альфа) тестирование.